# Australian Open de 2003
O Australian Open de 2003 foi um torneio de tênis disputado nas quadras duras do Melbourne Park, em Melbourne, na Austrália, entre 13 e 26 de janeiro. Corresponde à 35ª edição da era aberta e à 91ª de todos os tempos.

## Finais

### Profissional
| Categoria | Evento    | Campeã(s)(o/ões)                 | Vice-campeã(s)(o/ões)               | Resultado      | Chave(s)  | Chave(s)       |
| --------- | --------- | -------------------------------- | ----------------------------------- | -------------- | --------- | -------------- |
| Simples   | Masculino | Andre Agassi                     | Rainer Schüttler                    | 6–2, 6–2, 6–1  | principal | qualificatório |
| Simples   | Feminino  | Serena Williams                  | Venus Williams                      | 7–64, 3–6, 6–4 | principal | qualificatório |
| Duplas    | Masculino | Michaël Llodra Fabrice Santoro   | Mark Knowles Daniel Nestor          | 6–4, 3–6, 6–3  | principal | principal      |
| Duplas    | Feminino  | Serena Williams Venus Williams   | Virginia Ruano Pascual Paola Suárez | 4–6, 6–4, 6–3  | principal | principal      |
| Duplas    | Misto     | Martina Navrátilová Leander Paes | Eleni Daniilidou Todd Woodbridge    | 6–4, 7–5       | principal | principal      |

### Juvenil
| Categoria | Evento    | Campeã(s)(o/ões)               | Vice-campeã(s)(o/ões)            | Resultado     | Chave(s)  | Chave(s)       |
| --------- | --------- | ------------------------------ | -------------------------------- | ------------- | --------- | -------------- |
| Simples   | Masculino | Marcos Baghdatis               | Florin Mergea                    | 6–4, 6–4      | principal | qualificatório |
| Simples   | Feminino  | Barbora Strýcová               | Viktoriya Kutuzova               | 0–6, 6–2, 6–2 | principal | qualificatório |
| Duplas    | Masculino | Scott Oudsema Phillip Simmonds | Florin Mergea Horia Tecău        | 6–4, 6–4      | principal | principal      |
| Duplas    | Feminino  | Casey Dellacqua Adriana Szili  | Petra Cetkovská Barbora Strýcová | 6–3, 4–4, ab. | principal | principal      |

### Cadeirante
| Categoria | Evento    | Campeã(s)(o/ões) | Vice-campeã(s)(o/ões) | Resultado     | Chave     |
| --------- | --------- | ---------------- | --------------------- | ------------- | --------- |
| Simples   | Masculino | David Hall       | Robin Ammerlaan       | 6–1, 7–65     | principal |
| Simples   | Feminino  | Esther Vergeer   | Daniela di Toro       | 2–6, 6–0, 6–3 | principal |